# ジョルジュ・デ・メストラル
ジョルジュ・デ・メストラル（George de Mestral、1907年6月9日 - 1990年2月8日）は、スイスの電子工学者。面ファスナーを発明した。

## 歴史
面ファスナーは、スイスのジョルジュ・デ・メストラル が1941年にアルプスを登山したとき、自分の服や愛犬に貼り付いた野生ゴボウの実を顕微鏡で覗き構造を発見し、ファスナーへの応用を考えて1948年に研究を開始した。1951年に特許出願し、1955年に認定された。
1952年にはスイスに Velcro S.A. が設立され、面ファスナーを生産する一方で、各国企業にライセンスしたり現地法人を設立したりしてベルクロの名で生産させた。
日本では、日本ベルクロ（現在のクラレファスニング）とYKKをはじめとした会社で製造している。